# Voyage (groupe)
Pour les articles homonymes, voir Voyage (homonymie).
Voyage est un groupe français de funk et disco, actif entre 1977 et 1982. Durant son existence, il est composé de André « Slim » Pezin (guitare, chant, alias « Cadillac Slim Pezin »), Marc Chantereau (claviers, chant), Pierre-Alain Dahan (batterie, chant) et Sauveur Mallia (basse), avec la chanteuse britannique Sylvia Mason-James (en), qui a officié à partir du second album Let's Fly Away (1978), qui contient le titre Souvenirs.

## Histoire
Avant Voyage, Pezin, Chantereau, Dahan et Mallia ont travaillé ensemble dans un groupe appelé V.I.P. Connection en 1975 avec deux chansons disco : Please Love Me Again et West Coast Drive, des chansons connues des fans et des collectionneurs de la première musique disco. Ils ont également travaillé comme musiciens de session ou en concert en France, avec des artistes tels que : Manu Dibango, Cerrone, Alec R. Costandinos and the Synchophonic Orchestra, Michel Sardou pour Slim Pezin ; Michel Legrand, Jean Musy, Bernard Lavilliers pour Sauveur Mallia ; Léo Ferré, Michel Delpech, Guy Béart ou Johnny Hallyday pour Marc Chantereau ; Nino Ferrer, Jean-Claude Petit et Stéphane Grappelli.
De la fin des années 1960 au milieu des années 1970, ils sont très demandés en France, en Europe et dans le monde entier, dans tous les styles de musique : jazz avec Grappelli, chanson française avec Ferré, musiques du monde et jazz avec Dibango, rock avec Hallyday, et pop française avec Sardou et Delpech.
Leur seule entrée au Billboard Hot 100 est Souvenirs, qui atteint la 41e place en 1979. Ils ont plus de succès dans le classement américain Hot Dance Club Play, où deux de leurs albums, Voyage (1978) et Fly Away (1979), ont atteint la première place.
Au Royaume-Uni, le groupe enregistre trois singles. Une double face A, From East to West/Scotch Machine (cette dernière chanson est rebaptisée Scots Machine parce que le terme Scotch n'est plus utilisé en Écosse) atteint la 13e place en 1978, tandis que plus tard dans l'année, Souvenirs atteint la 56e place. La chanson Lady America est également très populaire. Leur dernier impact dans les classements a lieu en 1979, lorsque Let's Fly Away atteint la trente-huitième place.
Dans leur pays d'origine, la France, ils connaissent le succès dans les boîtes de nuit de Paris et font la promotion de leurs chansons à la radio et à la télévision, mais ils ne classent que trois singles, From East to West, qui atteint la 20e place le 26 mai 1978, puis Souvenirs, qui atteint la 53e place le 12 janvier 1979, et Tahiti - Tahiti, qui atteint la 43e place le 5 mai 1979. Les chansons I Don't Want to Fall in Love Again en 1980 et Let's Get Started en 1982 n'ont pas réussi à se classer. Avec le déclin du disco, ils se tournent vers des albums au son pop plus grand public.
Aux Pays-Bas, le single Discotch sort en 1981 ; il s'agit d'un remix de quatre titres (Tahiti, Tahiti, Latin Odyssey, Bayou Village, Scotch Machine), réalisé par le DJ néerlandais Eric Benjamin. Le single atteint la 18e place le 27 juin 1981 dans le Top 40 néerlandais et reste 9 semaines dans les charts.
Après Voyage, les membres du groupe ont travaillé séparément avec un certain nombre de chanteurs, dont Françoise Hardy, Alain Chamfort, Mylène Farmer, Guesch Patti, Jean-Louis Murat. Pezin a travaillé sur la bande originale du film français 37°2 le matin en 1986 et produit un tube français Caressé Mwen chanté par Marijosé Alie en 1987. Sauveur Mallia a travaillé sur plusieurs bandes originales de films comme Éclair de lune avec Cher en 1987, Breakfast of Champions avec Bruce Willis en 1999, et a été impliqué dans d'autres projets avec Chantereau et Dahan. 

## Discographie

### Albums studio
- 1977 : Voyage (Sirocco Records)
- 1978 : Let's Fly Away (Sirocco Records)
- 1980 : Voyage 3 (Sirocco Records)
- 1982 : One Step Higher (Sirocco Records)

### Instrumentaux
- 1978 	Voyage – Spécial Instrumental 	Sirocco Records
- 1979 	Voyage – Spécial Instrumental (Volume 2)
- 1982 	Voyage - Spécial Instrumental (Volume 3)

### Compilations
- 1989 : The Best Of Voyage (Sirocco Records)
- 1991 : The Best Of Voyage: "Souvenirs" (Sirocco Records)